# Xiangshui (socken i Kina, Hunan)
Xiangshui (kinesiska: 响水, 响水乡) är en socken i Kina. Den ligger i provinsen Hunan, i den södra delen av landet, omkring 31 kilometer söder om provinshuvudstaden Changsha. Antalet invånare är 85914. Befolkningen består av 41 040 kvinnor och 44 874 män. Barn under 15 år utgör 13,0 %, vuxna 15-64 år 79 %, och äldre över 65 år 6,0 %.
Genomsnittlig årsnederbörd är 1 784 millimeter. Den regnigaste månaden är maj, med i genomsnitt 354 mm nederbörd, och den torraste är oktober, med 38 mm nederbörd.